# 鬚軟魚
鬚軟魚（学名：Malakichthys barbatus），又名大面側仔，为輻鰭魚綱鱸形目鱸亞目發光鯛科軟魚屬下的一个种，為深海魚類，深度100-600公尺，分布於西太平洋日本、南中國海及澳洲海域，體長可達18公分，生活習性不明。